# Reciful Proscureni
Reciful Proscureni este un monument al naturii de tip geologic sau paleontologic în raionul Rîșcani, Republica Moldova. Este amplasat la 500 m nord de orașul Costești, la baza schibei Costești, la est de satul Duruitoarea, nu departe de defileul Duruitoarea. Are o suprafață de 10 ha, sau 5,66 ha conform unor măsurări mai recente. Obiectul este administrat de Primăria orașului Costești.

## Descriere

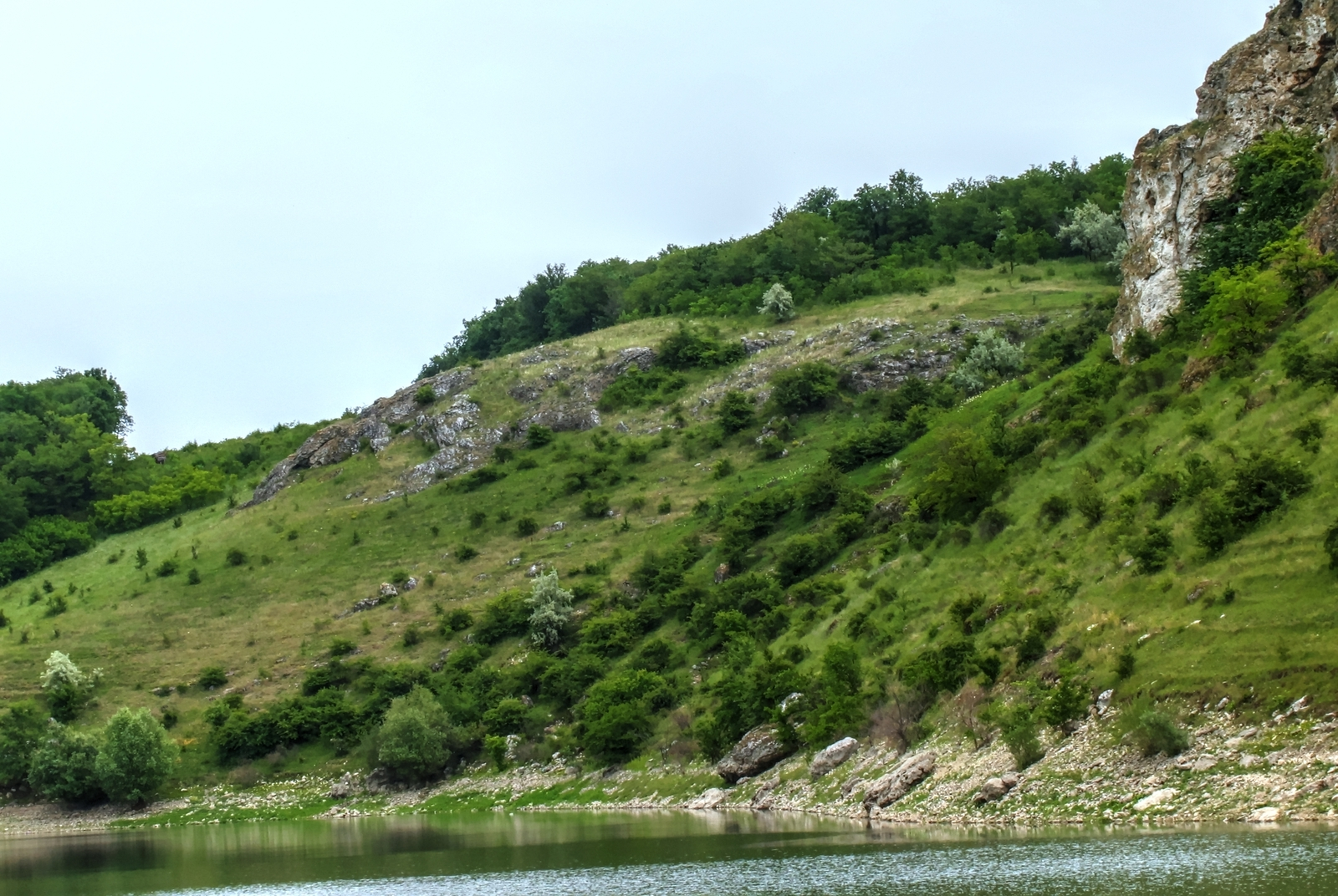
Coasta recifului

Reciful Proscureni este o continuare a recifului Duruitoarea, fiind separat de acesta prin defileul Duruitoarea. Cele două recifuri au aceeași origine și compoziție.
Aria protejată este slab studiată. Se consideră că reciful este constituit dintr-un bloc uriaș de calcar sarmațian, deplasat în urma unor alunecări de teren spre vâlceaua de mai jos. În peretele recifului a fost descoperită o grotă cu unelte de silex aparținând omului paleolitic. În vâlceaua alăturată au fost descoperite resturi scheletice de mamut.

## Statut de protecție
Obiectivul a fost luat sub protecția statului prin Hotărîrea Sovietului de Miniștri al RSSM din 8 ianuarie 1975 nr. 5, iar statutul de protecție a fost reconfirmat prin Legea nr. 1538 din 25 februarie 1998 privind fondul ariilor naturale protejate de stat. Deținătorul funciar al monumentului natural era, la momentul publicării Legii din 1998, Primăria satului Duruitoarea, dar între timp acesta a trecut la balanța Primăriei orașului Costești.
Aria protejată prezintă interes în domeniul geologiei, arheologiei, paleontologiei, paleografiei ș.a. Are valoare cognitivă și instructivă.
Conform situației din anul 2016, aria naturală nu avea instalat un panou informativ și nu avea hotarele delimitate.